# W-League (Australia) 2017-18
La W-League 2017-18 fue la décima edición de la W-League, la máxima categoría del fútbol femenino en Australia. Participaron 9 equipos en 14 jornadas y una fase final de eliminatorias a la que clasificaron los 4 primeros equipos de la temporada regular.
El Brisbane Roar ganó la fase regular y el Melbourne City se convirtió en el primer equipo de la liga en consagrarse tricampeón de la temporada.

## Equipos
| Equipo                   | Ciudad    | Estadio                                     | Capacidad            |
| ------------------------ | --------- | ------------------------------------------- | -------------------- |
| Adelaide United          | Adelaida  | Marden Sports Complex                       | 6.000                |
| Brisbane Roar            | Brisbane  | Suncorp Stadium A.J. Kelly Park             | 52.500 1.500         |
| Canberra United FC       | Canberra  | McKellar Park                               | 3.500                |
| Melbourne City           | Melbourne | Lakeside Stadium CB Smith Reserve AAMI Park | 12.000 2.000 30.050  |
| Melbourne Victory        | Melbourne | Lakeside Stadium Epping Stadium AAMI Park   | 12.000 10.000 30.050 |
| Newcastle Jets           | Newcastle | No.2 Sportsground McDonald Jones Stadium    | 5.000 33.000         |
| Perth Glory              | Perth     | Dorrien Gardens nib Stadium                 | 4.000 20.500         |
| Sydney FC                | Sídney    | Allianz Stadium                             | 45.500               |
| Western Sydney Wanderers | Sídney    | Marconi Stadium ANZ Stadium                 | 9.000 83.500         |

## Clasificación
| Pos. | Equipo                   | Pts. | PJ | G | E | P | GF | GC | Dif. | Clasificación   |
| ---- | ------------------------ | ---- | -- | - | - | - | -- | -- | ---- | --------------- |
| 1    | Brisbane Roar (T)        | 28   | 12 | 9 | 1 | 2 | 21 | 12 | +9   | Campeón T. Reg. |
| 2    | Sydney FC                | 25   | 12 | 8 | 1 | 3 | 26 | 16 | +10  | Eliminatorias   |
| 3    | Newcastle Jets           | 20   | 12 | 6 | 2 | 4 | 26 | 21 | +5   | Eliminatorias   |
| 4    | Melbourne City (C)       | 20   | 12 | 6 | 2 | 4 | 20 | 15 | +5   | Eliminatorias   |
| 5    | Canberra United          | 16   | 12 | 5 | 1 | 6 | 24 | 27 | −3   |                 |
| 6    | Perth Glory              | 14   | 12 | 4 | 2 | 6 | 25 | 27 | −2   |                 |
| 7    | Melbourne Victory        | 11   | 12 | 3 | 2 | 7 | 15 | 19 | −4   |                 |
| 8    | Western Sydney Wanderers | 11   | 12 | 3 | 2 | 7 | 13 | 21 | −8   |                 |
| 9    | Adelaide United          | 10   | 12 | 3 | 1 | 8 | 15 | 27 | −12  |                 |

 Fuente: Soccerway
(T) Campeón del Torneo Regular.

(C) Campeón de la temporada.

## Eliminatorias
Los cuatro primeros equipos de la temporada regular compiten por el título del campeonato.
|  | Semifinales | Semifinales    | Semifinales |                |   | Grand Final | Grand Final | Grand Final |  |
|  |             |                |             |                |   |             |             |             |  |
|  |             |                |             |                |   |             |             |             |  |
|  | 1           | Sydney FC      | 3           |                |   |             |             |             |  |
|  | 1           | Sydney FC      | 3           |                |   |             |             |             |  |
|  | 4           | Newcastle Jets | 2           |                |   |             |             |             |  |
|  | 4           | Newcastle Jets | 2           |                | 1 | Sydney FC   | 0           |             |  |
|  |             |                |             |                | 1 | Sydney FC   | 0           |             |  |
|  |             |                | 2           | Melbourne City | 2 |             |             |             |  |
|  | 2           | Brisbane Roar  | 2           | Melbourne City | 2 | 0           |             |             |  |
|  | 2           | Brisbane Roar  |             |                |   | 0           |             |             |  |
|  | 3           | Melbourne City | 2           |                |   |             |             |             |  |
|  | 3           | Melbourne City | 2           |                |   |             |             |             |  |
|  |             |                |             |                |   |             |             |             |  |

| Campeón        |
| Melbourne City |
| 3.° título     |